# Хайме Лоренте
Хайме Лоренте Лопес (нар. 12 грудня 1991 р.) - іспанський актор.  Він найбільш відомий тим, що грає ролі Даніеля "Денвер" Рамоса в серіалі "Паперовий будинок" і Фернандо "Нано" Гарсія Домінгеса в "Еліті".

## Раннє життя
Лоренте народився і виріс в іспанському місті Мурсія, розташованому на південному сході Іспанії.  У нього є старша сестра на ім’я Хулія. Навчався  акторської майстерності в La Escuela Superior de Arte Dramático de Murcia (Вища школа драматичного мистецтва Мурсії). 

## Фільмографія

### Фільм
| Рік      | Назва                                      | Роль                   | Примітки       |
| -------- | ------------------------------------------ | ---------------------- | -------------- |
| 2016 рік | Historias románticas (un poco) cabronas    | Девід                  |                |
| 2018 рік | Всі знають                                 | Луїс (Peluquero joven) |                |
| 2018 рік | Місто стволів                              | Леон                   |                |
| 2018 рік | Покривало                                  | Фран                   | Короткий фільм |
| 2019 рік | ¿A quién te llevarías a una isla desierta? | Маркос                 |                |

### Телебачення
| Рік               | Назва                          | Роль                            | Примітки                  |
| ----------------- | ------------------------------ | ------------------------------- | ------------------------- |
| 2016 рік          | Секрет старого мосту           | Еліас Мато                      | 27 епізодів               |
| 2017 – сьогодення | Паперовий будинок (телесеріал) | Даніель "Денвер" Рамос          | Основна роль              |
| 2018–2020         | Еліта                          | Фернандо "Нано" Гарсія Домінгес | Головна роль (Сезони 1–2) |
| 2020 рік          | Ель-Сід                        | Родріго Діас де Вівар "El Cid"  | Основна роль              |

## Нагороди та номінації
| Рік      | Нагорода                        | Категорія                                        | Робота                         | Результат | Ref.  |
| -------- | ------------------------------- | ------------------------------------------------ | ------------------------------ | --------- | ----- |
| 2018 рік | Нагорода Спілки акторів Іспанії | Телебачення: Виступ у другорядній ролі, Чоловіки | Паперовий будинок (телесеріал) | Номінація | [ 4 ] |
| 2019 рік | Нагорода Спілки акторів Іспанії | Телебачення: Підтримка виступу, Чоловік          | Паперовий будинок (телесеріал) | Номінація | [ 5 ] |